# آرامگاه اسکندر مقدونی

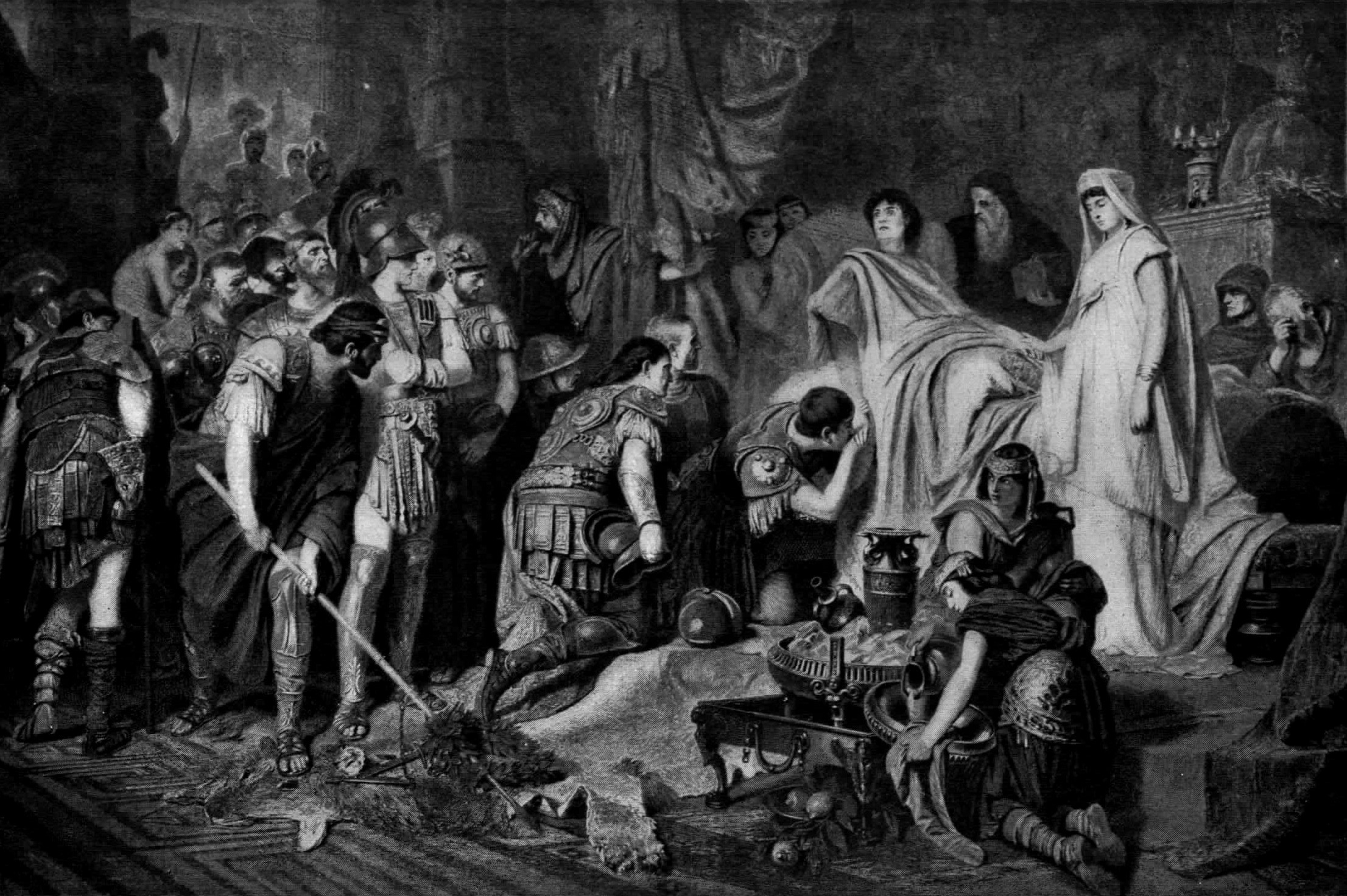
وداع با اسکندر مقدونی، نقاشی شده توسط کارل فون پیلوتی نقاش آلمانی در سال ۱۸۸۶

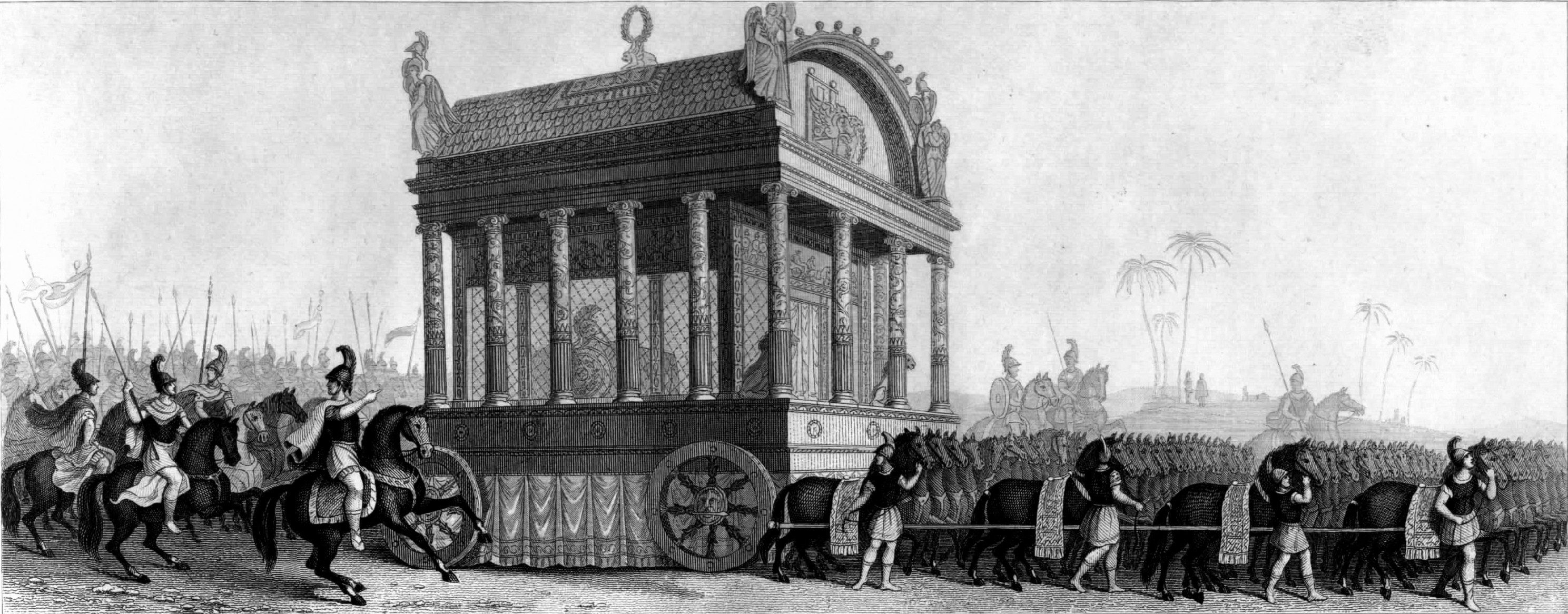
کالسکه اسکندر، به گفته دیودور سیسیلی، نمایش در قرن نوزدهم

مکان مقبره اسکندر بزرگ یک معما ماندگار است. اندکی پس از مرگ اسکندر در بابل، بدن وی بین پردیکاس، بطلمیوس یکم سوتر و سلوکوس یکم سردار اسکندر مورد مذاکره قرار گرفت. با توجه به نیکلاس جی ساندرز، در حالی که بابل برای اسکندر بهترین مکان دفن بود، برخی از علاقه اسکندر به حاکم آرگید گفته‌اند و به همین سبب تدفین در اگا ورجینا امروزی انجام شد. به گفته ساندرز، اگا یکی از دو مکان دفن بود که در ابتدا پیشنهاد شد، و دیگری با عنوان سیوه بود که به نظر می‌رسد در ۳۲۱ قبل از میلاد پردیکاس احتمالاً اگا را برای دفن اسکندر انتخاب کرد. بدن اسکندر توسط بطلمیوس یکم سوتر در مسیر ربوده شد. طبق گفته‌های پوسانیاس و سوابق معاصر پاریان چرونیکل برای سالهای ۳۲۱–۳۲۰ قبل از میلاد، بطلمیوس ابتدا اسکندر را در ممفیس دفن کرد. در اواخر قرن ۴ یا اوایل قرن ۳ قبل از میلاد، در اوایل دودمان بطلمیوسی، جسد اسکندر از ممفیس به اسکندریه منتقل شد، و در آنجا دوباره دفن شد.
به اصطلاح تابوت دان اسکندر، به بدن اسکندر تعلق نداشته و تصور می‌شود که تابوت برای عبدالاونیموس است، اما در حال حاضر معتقد هستند که برای مازئوس، فرماندار ایرانی بابل بوده.

## زمینه
طبق گفته‌های کوینت کورس و ژوستین، اسکندر اندکی قبل از مرگش خواست که در معبد آمون در سیوه دفن شود. اسکندر، که می‌خواست از او به عنوان فرزند زئوس آمون یاد شود و درک شود، نمی‌خواست در کنار پدر واقعی خود در آگا دفن شود. به گفته دیودوروس، بدن اسکندر در تابوت "چکش طلایی " قرار داده شده بود، که کاملاً متناسب با بدن او ساخته شده بود. تابوت توسط استرابو و کورتیوس روفوس نیز ذکر شده‌است (متعاقباً، در ۸۹–۹۰ قبل از میلاد تابوت طلایی ذوب شد و جای آن را با شیشه یا کریستال گرفت).
آرزوی اسکندر برای دفن در سیوا مورد اجابت قرار نگرفت. در سال ۳۲۱ قبل از میلاد، در بازگشت به مقدونیه، تابوت تشییع جنازه اسکندر توسط یکی از ژنرال‌های اسکندر به نام بطلمیوس یکم سوتر در سوریه ربوده شد. در اواخر سال ۳۲۲ یا اوایل سال ۳۲۱ قبل از میلاد، بطلمیوس جسد را به مصر انتقال داد، در ممفیس، جایی که مرکز دولت اسکندر در مصر بود، دفن شد. در حالی که بطلمیوس بدن اسکندر را در اختیار داشت، پردیکاس و ائومنس صاحب زره، جواهرات و قدرت اسکندر شدند.

## گواه‌های تاریخی

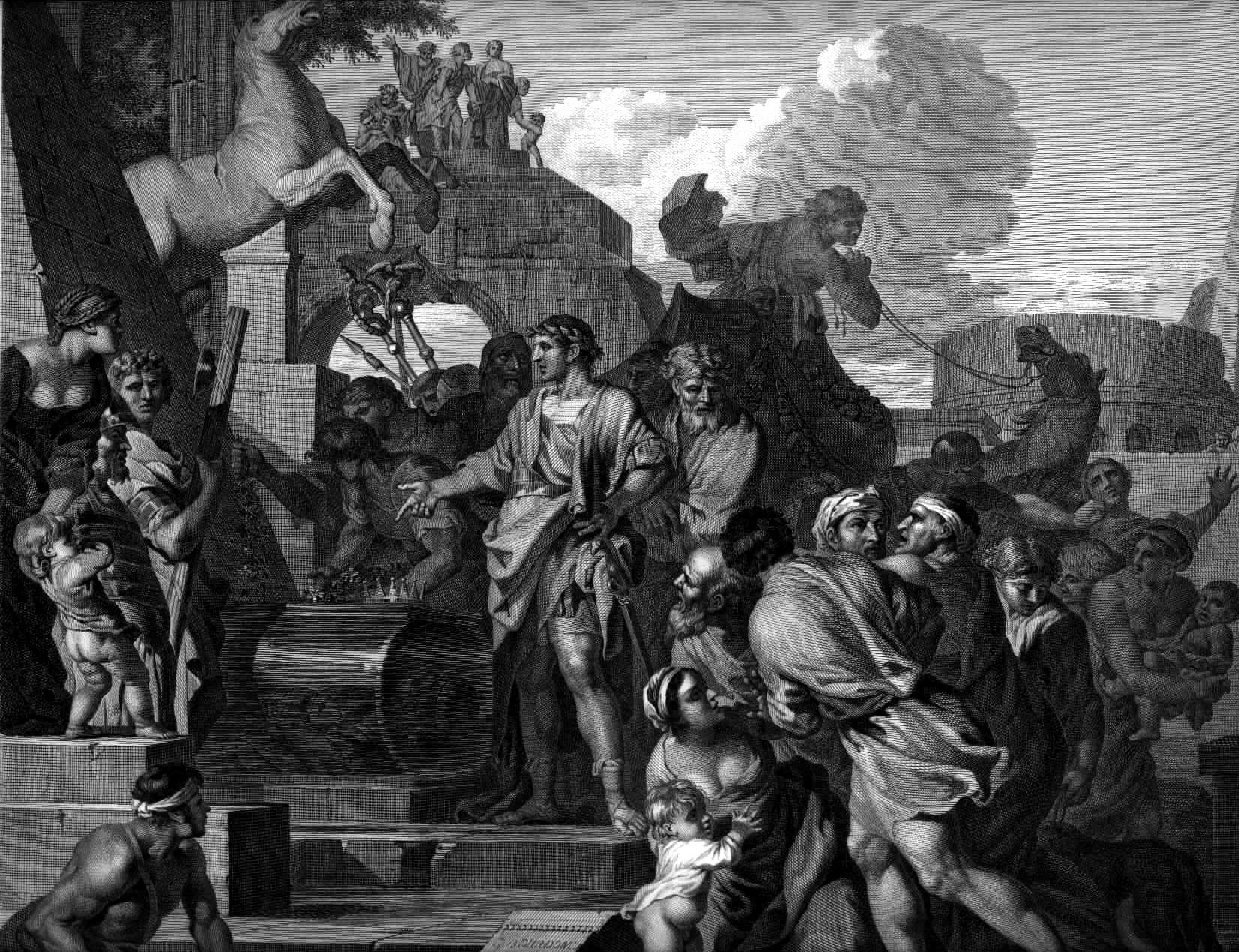
آگوستوس نخستین امپراتور روم در هنگام بازدید از مقبره اسکندر، که توسط سباستین بوردون در سال ۱۶۴۳ نقاشی شد

در سال ۴۸ پیش از میلاد سزار از مقبره اسکندر توسط بازدید کرد. کلئوپاتراطلاهای مقبره اسکندر را برای تأمین مالی جنگ با اکتاویان ربود، اندکی پس از درگذشت کلئوپاترا، مکان استراحت اسکندر توسط اکتاویان بازدید شد، که گفته می‌شود گلها را بر روی مقبره و یک دیهیم طلایی بر روی سر اسکندر قرار داده شده بود. براساس گفته سوئتونیوس،سپس کالیگولا مقبره اسکندر را تا حدودی غارت کرد. در سال ۱۹۹ میلادی مقبره اسکندر توسط سپتیمیوس سوروس در سفر خود به اسکندریه مهر و موم شد. بعداً، در سال ۲۱۵ برخی از اشیا مقبره اسکندر توسط کاراکالا جابجا شد. طبق گفته‌های جان آنتیو، کاراکالا لباس، انگشتر و کمربند خود را با برخی چیزهای گرانبها دیگر اسکندر عوض کرده و آنها را در تابوت قرار داده است.
هنگامی که جان کریسوستوم در سال ۴۰۰ میلادی به بازدید اسکندریه رفت، وی خواست تا مقبره اسکندر را ببیند و اظهار داشت: «مقبره او را حتی خود مردم نیز نمی‌توانند درک کنند». نویسندگان بعدی، مانند ابن عبد الحکم (متوفای ۸۰۳)، المسودی (متوفای ۸۹۶) و لئو آفرقایی (متوفای ۱۴۹۴)، گزارشی را مشاهده کرده‌اند که مقبره اسکندر را دیده‌است. لئو آفریقایی که در جوانی از اسکندریه بازدید کرده‌است، نوشت: "در میان ویرانه‌های اسکندریه، هنوز یک بنای کوچک وجود دارد، مانند یک نمازخانه ساخته شده، که شایان ذکر است که مراسم بزرگی توسط ماهومتان برای او برگزار شده است؛ که در آن ادعا می‌کنند که پیکر مطهر اسکندر بزرگ کشته شده‌است. . . جمعیت بسیار زیاد از غریبه‌ها به آنجا می‌آیند، حتی از کشورهای دور، به خاطر عبادت و انجام ادای احترام به مقبره، که اغلب آنها سبب کمک‌های مالی بزرگ می‌شوند ". جورج ساندیس، که در سال ۱۶۱۱ به اسکندریه سفر کرد، بنا بر گزارش‌های او، یک مقبره در آنجا وجود دارد، که به عنوان مکان دفن احتمالی اسکندر شناخته شده‌است.

## مکان فعلی

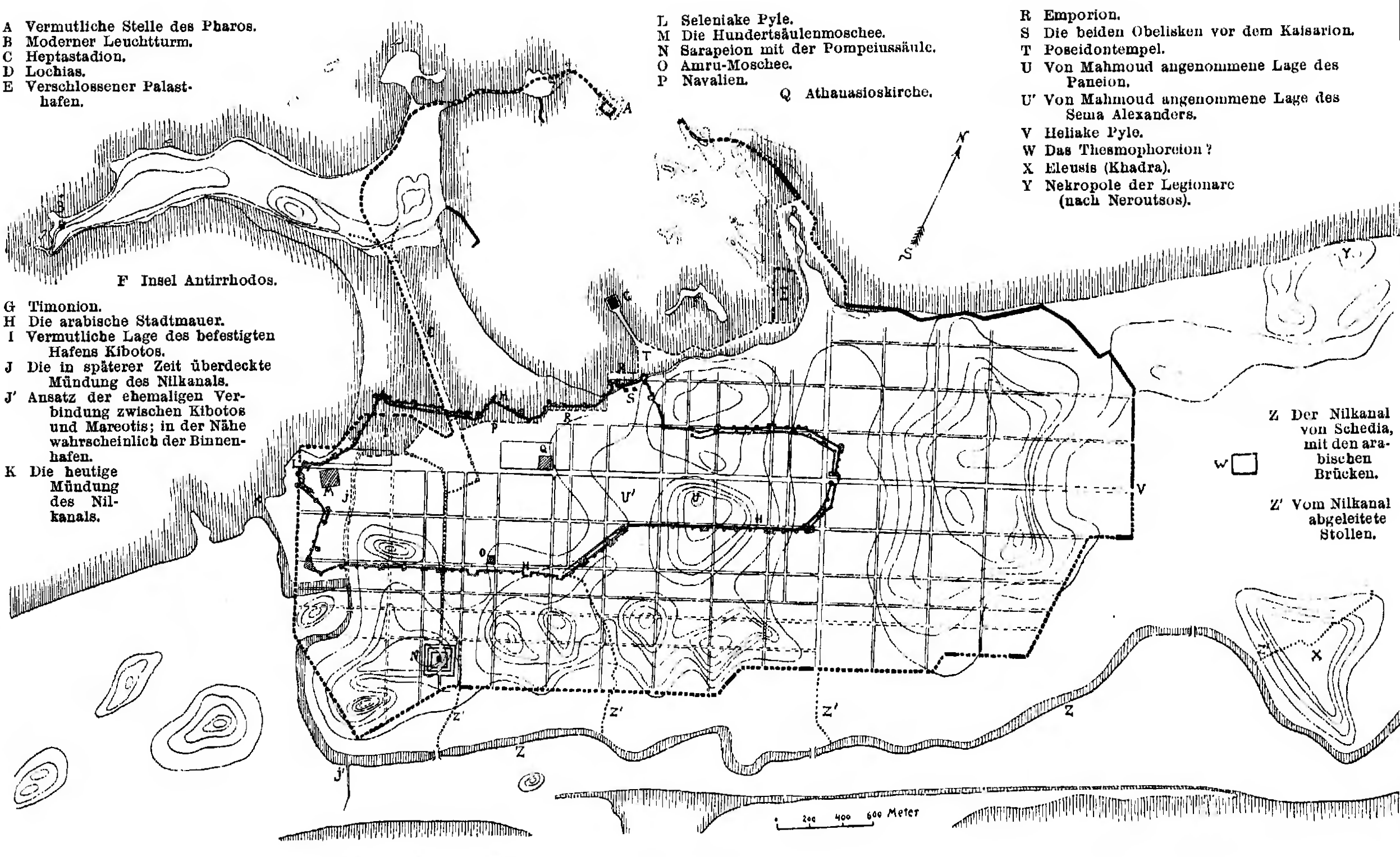
نقشه اسکندریه سال ۱۸۹۳

نقشه اسکندریه ۲۰۱۵. مکان احتمالی قبر اسکندر شماره ۷ می‌باشد

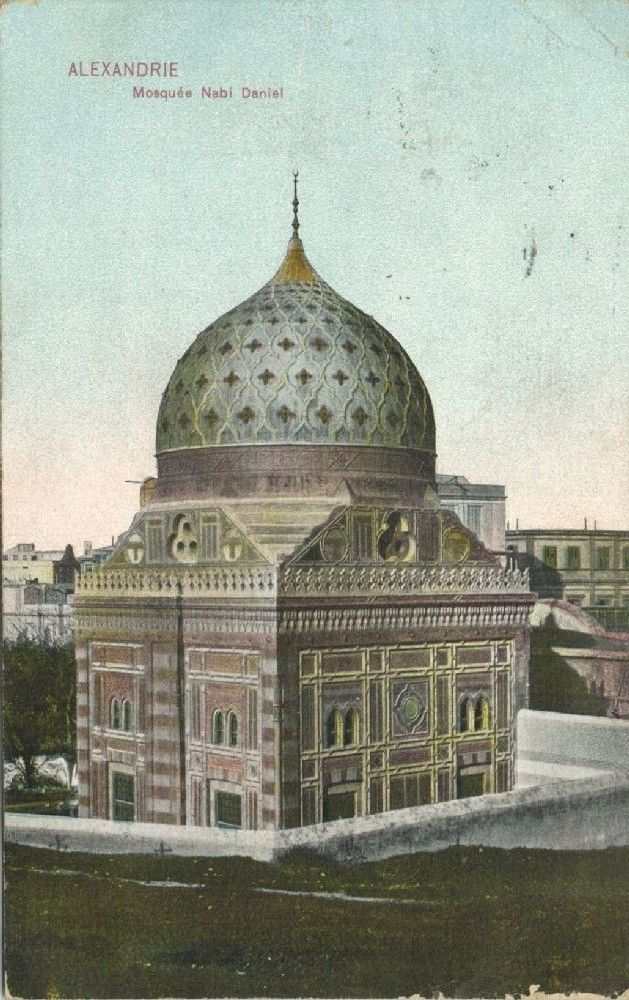
مسجد دانیال نبی در اسکندریه، نقاشی شده در سال ۱۹۱۸

شورای عالی آثار باستانی مصر بیش از ۱۴۰ تلاش جستجو برای مقبره اسکندر رسماً انجام داده‌است. محمود الفلاکی (۱۸۱۵–۱۸۱۵)، که نقشه اسکندریه باستان را گردآوری کرد، معتقد بود که مقبره اسکندر در مرکز اسکندریه ، در تقاطع ویا کانوپیکا (خیابان هوریا امروزی) و خیابان باستانی با نام آر۵ قرار دارد. از آن زمان تاکنون چندین دانشمند دیگر مانند تاسوس نروتسوس، هاینریش کیپرت و ارنست فون سیگلین مقبره را در همان منطقه قرار دادند. در سال ۱۸۵۰ آمبروز شلیززی از کشف مومیایی و مقبره اسکندر در مسجد دانیال نبی در اسکندریه خبر داد. بعداً، در سال ۱۸۷۹، یک کارگر سنگ به‌طور اتفاقی درون محوطه طاق داخل زیرزمین آن مسجد را شکست. ورودی مقبره پس از آن بسته شد و از کارگر خواسته شده که این حادثه را فاش نکند. (تصویر روی یک چراغ رومی در موزه ملی پوزناچ و دیگران در موزه بریتانیا و موزه ارمیتاژ توسط برخی از محققان تفسیر می‌شود که نشان داده‌است اسکندریه با مقبره سوماً به عنوان بنایی با سقف هرمی است) در سال ۱۸۸۸ هاینریش شلیمان تلاش کرد مقبره اسکندر را در مسجد نبی دانیل پیدا کند، اما به وی اجازه اجازه حفاری داده نشد.
در سال ۱۹۹۳، تریانتافیلوس پاپازوییس این تئوری را توسعه داد که این شخص فیلیپ دوم مقدونی نیست که در مقبره سلطنتی دوم در ورجینا، یونان دفن شود، بلکه این اسکندر به همراه همسرش روکسان است، در حالی که پسرش الکساندر چهارم در مقبره سوم دفن شده. وی همچنین با استناد به منابع تاریخی باستانی به این نتیجه رسید که زره سینه، سپر، کلاه ایمنی و شمشیری که در مقبره دوم یافت می‌شود متعلق به زره اسکندر است.
در سال ۱۹۹۵، باستان‌شناس یونانی، لیانا سووالتزی اعلام کرد که یک مقبره ادعا شده در سیوه را با اسکندر تطبیق داده‌است. این ادعا توسط دبیرکل آن زمان وزارت فرهنگ یونان، جورج توماس، مطرح شد که گفت که هنوز مشخص نیست که ساختار حفاری شده حتی مقبره است یا خیر. توماس و اعضای تیم وی گفتند که شیء کاوش شده همان‌طور که سووالتزی ادعا کرد، مقدونی نیست، و اینکه قطعات لوح‌هایی که نشان داده شده بودند، هیچ‌کدام از ترجمه‌های ارائه شده توسط سووالتزی را به عنوان اثبات یافتن وی پشتیبانی نمی‌کنند.
طبق یک افسانه، جسد در یک گورابه (دخمه پرآب) در زیر کلیسای مسیحیان اولیه قرار دارد.
کشف مقبره بزرگ اسکندر در مقبره کاستا در آمفیپولیس در منطقه مقدونیه، یونان، بار دیگر به گمانه زنی‌ها دربارهٔ محل دفن نهایی اسکندر منجر شد. بعضی از متخصصان معتقدند که آن را برای اسکندر ساخته شده بود اما هرگز در طی سلطنت بطلمیوس یکم سوتر در مراسم تشییع جنازه استفاده نشد. آنها نشان می‌دهند که امپراتور رومی کاراکالا، از تحسین کنندگان بزرگ اسکندر، ممکن است او را در اواخر قرن دوم میلادی دوباره در آمفیپولیس دفن کرده‌است کند. با این حال، تنها کاوش‌های آینده در آمفیپولیس در صورت وجود حقیقتی در این نظریه را تأیید می‌کند. در نوامبر ۲۰۱۴، یک اسکلت در داخل مقبره کشف شد، و انتظار می‌رود که بررسی کامل آن چند ماه طول بکشد تا ویژگی‌های شخص متوفی د مشخص شود. با این حال، تیم حفاری، با استناد به یافته‌های کشف شده در محل، اظهار داشتند که این مقبره یادبودی است که متعلق به دوست نزدیک اسکندر، هفستیون اختصاص داده شده‌است.
در سال ۲۰۱۹، یک مجسمه مرمر از اسکندر توسط یک باستان‌شناس یونانی، یافت شد، که ۱۴ سال در باغ آبشارها که در منطقه چهارم سلطنتی باستان در اسکندریه قرار داشت، در حال کاوش بود.

## یادداشت
1. 1 2 3 4 5 6 7  (Saunders 2007)
2. ↑  Alexander the Great at War: His Army - His Battles - His Enemies. Osprey Publishing. 2008. p. 123. ISBN 1-84603-328-4.
3. ↑  Lauren O'Connor (2008). "The Remains of Alexander the Great: The God, The King, The Symbol". Constructing the Past. Retrieved 1 November 2013.
4. 1 2  "Alexander the Great, King of Macedon". Archaeology. July 16, 2013. Retrieved August 12, 2016.
5. 1 2 3  Robert S. Bianchi. "Hunting Alexander's Tomb". Archaeology.org. Archived from the original on 15 November 2004. Retrieved Aug 21, 2011.
6. 1 2  (Madden 1851)
7. ↑  "Where is Alexander Buried?". Hellenic Electronic Center. Archived from the original on 5 April 2015. Retrieved 1 November 2013.
8. ↑  "Ancient sources". Hellenic Electronic Center Portal. Archived from the original on 12 March 2016. Retrieved 1 November 2013.
9. ↑  Saunders, Alexander's tomb, p.187
10. ↑  Τ. Παπαζώης, Ο Μέγας Αλέξανδρος με την οικογένεια του είναι θαμμένοι στους βασιλικούς τάφους ΙΙ και ΙΙΙ της Βεργίνας, 2017
11. ↑  "No evidence seen of Alexander's tomb, Greeks say". The Baltimore Sun. February 6, 1995. Archived from the original on 2 November 2013. Retrieved 1 November 2013.
12. ↑  "Alexander's death riddle is 'solved'". BBC. June 11, 1998. Retrieved Aug 21, 2011.
13. ↑  Giorgos Christides (22 September 2014). "Greeks captivated by Alexander-era tomb at Amphipolis". BBC. Retrieved 2 April 2015.
14. ↑  «Greek Government - Ministry of Culture and Sports - 12th November 2014 Press Release (in Greek)». بایگانی‌شده از اصلی در ۴ مارس ۲۰۱۶. دریافت‌شده در ۲۸ مه ۲۰۲۰.
15. ↑  "Archaeologist claims opulent grave in Greece honored Alexander the Great's best friend". US News. 30 September 2015.
16. ↑  "Hephaestion's Monogram Found at Amphipolis Tomb". Greek Reporter. 30 September 2015.
17. ↑  "New clues to the lost tomb of Alexander the Great discovered in Egypt". National Geographic. 28 February 2019.

- Saunders, Nicholas (2007). Alexander's Tomb: The Two-Thousand Year Obsession to Find the Lost Conqueror. Basic Books. ISBN 0-465-00621-3.
- Madden, Richard (1851). The Shrines and Sepulchres of the Old and New World. Newby.